# شنگول (ترانه)
«شنگول» (به انگلیسی: Sappy) ترانه‌ای از گروه گرانج آمریکایی نیروانا است. این ترانه در مجموعهٔ ‏With the Lights Out‏ (۲۰۰۴) و آلبوم گردآوری شدهٔ ‏Sliver: The Best of the Box‏ (۲۰۰۵) منتشر شده‌است. «شنگول» پیش از این در سال ۱۹۹۳ و به‌عنوان ترانهٔ مخفی در انتهای آلبوم گردآوری شدهٔ ‎No Alternative‏  منتشر شده بود.
این ترانه اولین بار در سال ۱۹۸۷ و تحت عنوان «غمگین» (به انگلیسی: Sad) چندین بار در استودیو ضبط شد. تکرار ضبط ترانه به این دلیل بود که هر مرتبه کوبین از نتیجهٔ نهایی راضی نبود. «شنگول» طی سالیان بعد بارها در گام‌های مختلف ضبط شد و شعر آن به دفعات تغییر کرد. نسخهٔ نهایی آن برای انتشار در آلبوم No Alternative، در سال ۱۹۹۳ و هم‌زمان با ضبط آلبوم در رَحِم توسط استیو آلبینی ضبط شد. ترانه طی این مدت نام «Verse Chorus Verse» را به خود گرفت اما از آن‌جا که این، نام ترانهٔ دیگری از نیروانا بود (که پیش از آن در میان فروشندگان قاچاق با نام «In His Hands» شناخته می‌شد) برای اجتناب از سردرگمی نام جدیدی برای‌اش انتخاب کردند. نسخه‌ای که توسط آلبینی ضبط شده بود در سال ۲۰۰۴ و در مجموعهٔ گردآوری شده از آثار گروه با عنوان With the Lights Out منتشر شد.